# Sahnewal
Sahnewal là một thị xã và là một nagar panchayat của quận Ludhiana thuộc bang Punjab, Ấn Độ.

## Nhân khẩu
Theo điều tra dân số năm 2001 của Ấn Độ, Sahnewal có dân số 17.248 người. Phái nam chiếm 54% tổng số dân và phái nữ chiếm 46%. Sahnewal có tỷ lệ 61% biết đọc biết viết, cao hơn tỷ lệ trung bình toàn quốc là 59,5%: tỷ lệ cho phái nam là 64%, và tỷ lệ cho phái nữ là 58%. Tại Sahnewal, 12% dân số nhỏ hơn 6 tuổi.